# Aonyx
Aonyx este un gen de vidre ce cuprinde trei specii: vidra africană fără gheare, Aonyx congicus și vidra orientală cu gheare scurte. Cuvântul aonyx înseamnă „fără gheare”, derivat din prefixul a- („fără”) și onyx („gheară/copită”).

## Specii
Trei specii sunt actualmente recunoscute:
| Imagine | Specie                                            | Areal |
| ------- | ------------------------------------------------- | --- |
|         | Vidră africană fără gheare (Aonyx capensis)       | Africa Subsahariană |
|         | Vidră orientală cu gheare scurte (Aonyx cinereus) | Asia de Sud și de Sud-Est |
|         | Aonyx congicus                                    | Angola, Camerun, Republica Centrafricană, Republica Congo, Republica Democratică Congo, Gabon, Guineea Ecuatorială, Rwanda, Uganda și posibil și Burundi și Nigeria |

Opiniile zoologilor despre dacă vidra orientală cu gheare scurte ar trebui inclusă în acest gen sau în propriul său gen, Amblonyx, diferă. Diferă și despre dacă Aonyx congicus este sau nu o specie separată care nu este conspecifică⁠(en)[traduceți] cu vidra africană fără gheare.